# Bentō
Bentō (弁当 bentō?) este o gustare japoneză, portabilă, servită de obicei dintr-o cutie specială. Ea poate fi pregătită acasă sau cumpărată. Constă în general din orez, carne sau pește, zarzavaturi și murături.

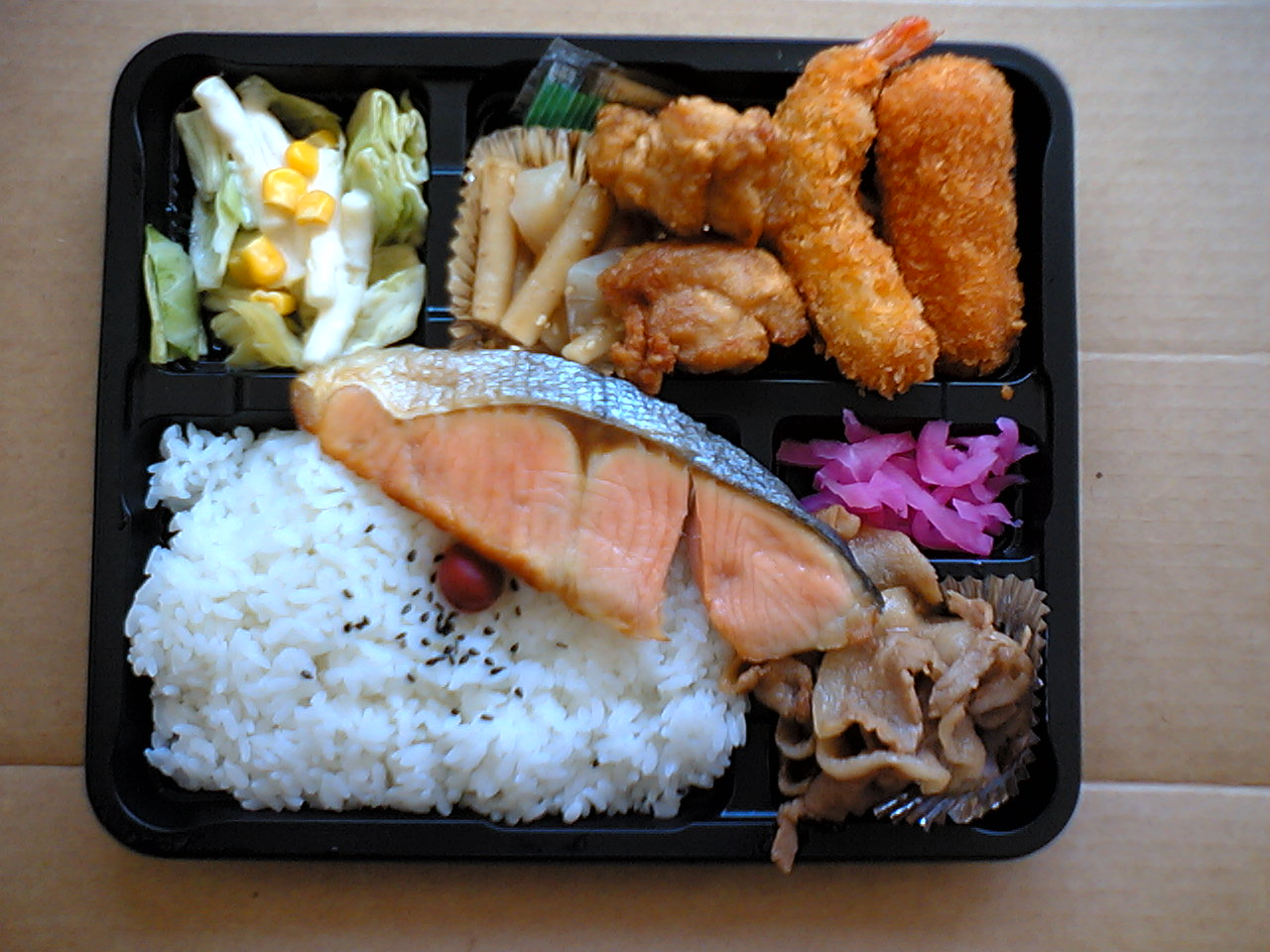
Bentō

Bento-urile vândute pentru a fi mâncate în tren se numesc ekiben.

## Istoria
În Japonia bentō-ul există din secolul al V-lea. Primele bentō-uri au fost „chiftele” de orez luate în călătorii, la vânătoare sau la câmp, iar cutiile erau din tuburi de bambus, care aveau și o oarecare funcție antiseptică. Ulterior, s-au folosit cutii de lemn, iar actualmente se folosesc și cutii din material plastic. Începând cu era Edo (1600-1868), s-au folosit și cutii tip sufertaș, lăcuite, numite jūbako pentru gustări bentō ceva mai elaborate. Se crede că termenul bentō a fost inventat de către Nobunaga Oda (1584-1632), care a numit astfel gustările împărțite soldaților.

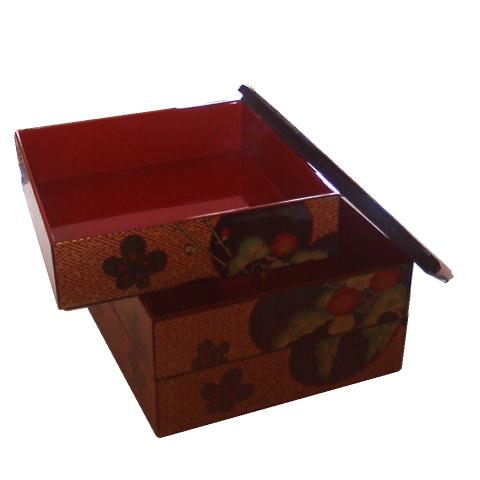
Jūbako